# Florian Krüger
Florian Krüger (* 13. Februar 1999 in Staßfurt) ist ein deutscher Fußballspieler, der beim K Beerschot VA unter Vertrag steht und deutscher Nachwuchsnationalspieler war.

## Karriere

### Vereine
Krügers Karriere begann mit vier Jahren in seiner Geburtsstadt beim SV 09 Staßfurt. Im Jahr 2011 wechselte er zum 1. FC Magdeburg. Im Alter von 16 verließ Krüger Sachsen-Anhalt und wechselte ins Ruhrgebiet zum FC Schalke 04. In der A-Jugend wurde er in der Saison 2017/18 mit Schalke Meister der U19-Bundesligastaffel West und gesamtdeutscher U19-Vizemeister.
Im Sommer 2018 wurde Krüger vom deutschen Zweitligisten FC Erzgebirge Aue verpflichtet. Krüger schoss in seinen ersten 16 Profieinsätzen der Saison 2018/19 zwei Tore für die Veilchen. In der Saison 2019/20 erzielte Krüger acht Tore für Aue und verlängerte im November 2020 seinen Vertrag um zwei Jahre bis Sommer 2023.
Zur Saison 2021/22 wechselte Krüger in die Bundesliga zu Arminia Bielefeld. Er unterschrieb einen Vertrag bis zum 30. Juni 2025.
In der Saison 2022/2023 wechselte Krüger in die höchste Niederländische Spielklasse Eredivisie zum FC Groningen. In Groningen unterschrieb Krüger für vier Jahre, der FC hat zudem die Option, das Arbeitspapier um eine Spielzeit zu verlängern.
Ende August 2023 wurde er für eine Spielzeit zurück nach Deutschland zum Zweitligisten Eintracht Braunschweig ausgeliehen. Nach dem Ende der Leihe wechselte er nach Belgien zum K Beerschot VA, im Januar 2025 wurde er für die Rückrunde zurück nach Deutschland zum 1. FC Saarbrücken verliehen.

### Nationalmannschaft
Krüger spielt seit 2014 für deutsche Jugendnationalmannschaften. Er erzielte in 13 Freundschaftsspielen fünf Tore. Im September 2020 debütierte er in der U-21-Nationalmannschaft. Bei seinem Debüt, einem EM-Qualifikationsspiel gegen Moldawien, traf er kurz nach seiner Einwechslung mit seinem ersten Ballkontakt zum 4:0 (Endstand 4:1).

## Erfolge
- U21-Europameister: 2021